# آمه-نو-اوشیهومیمی
آمه-نو-اوشیهومیمی (به ژاپنی: 天之忍穂耳命 Ame-no-oshihomimi)؛ نخستین پسر آماتراسو الههٔ خورشید در اساطیر ژاپن است.